# Río Kwai Noi
El Kwai Noi (en tailandés: แควน้อย, pronunciado kʰwɛː nɔ́ːj, «pequeño afluente» o «pequeño tributario») o Kwai Sai Yok (en tailandés: แควไทรโยค, pronunciado kʰwɛː saj jôːk), más comúnmente llamado Kwai, es un río de Tailandia occidental. Se eleva al este del Salween en la espina dorsal norte-sur de la cordillera Bilauktaung, pero no sobre la frontera con Birmania. Comienza en la confluencia de los ríos Ranti, Songkalia y Bikhli. En Kanchanaburi se fusiona con el río Kwai Yai para formar el río Mae Klong, que desemboca en el golfo de Tailandia en Samut Songkhram.
El río es conocido principalmente por su asociación con la novela de Pierre Boulle, El puente sobre el río Kwai y la adaptación cinematográfica de David Lean de la novela, El puente sobre el río Kwai, en la que prisioneros de guerra y pueblos indígenas australianos, holandeses y británicos fueron obligados por los japoneses a construir dos puentes paralelos sobre un río como parte del Ferrocarril de Birmania, también llamado el «Ferrocarril de la Muerte» o «Ferrocarril de Tailandia-Birmania», debido a las muchas vidas perdidas en su construcción. Un puente era de madera y de uso temporal. El otro estaba hecho de hormigón y acero y aún existe. Los puentes en realidad cruzaban el Mae Klong, pero como el ferrocarril sigue posteriormente el valle del Kwai Noi, los puentes se hicieron famosos con el nombre equivocado. En la década de 1960, la parte superior del Mae Klong pasó a llamarse Kwai Yai (gran afluente).
El río también se usó en la película ganadora del Óscar de Michael Cimino, The Deer Hunter. El campo de prisioneros y la escena inicial de la ruleta rusa se filmaron en el Kwai.
La presa Vajiralongkorn (anteriormente llamada presa Khao Laem) y las presas Srinagarind se ubican en este río.